# Kassari laht

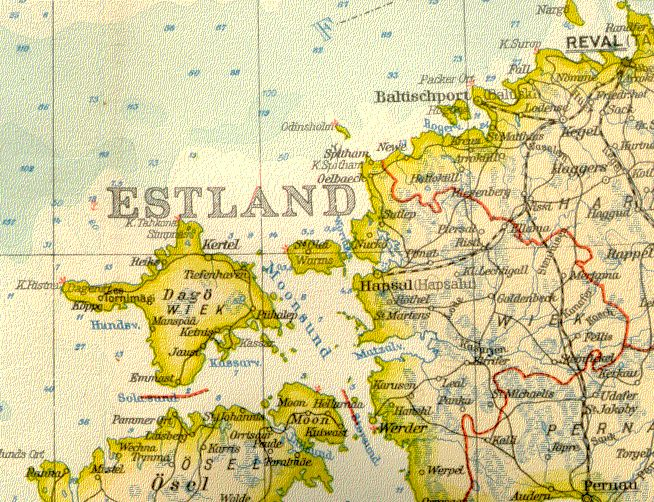
Svensk karta från 1926 över kusten omkring Dagö

Kassari laht, också känd på svenska som Kassarviken, är en vik i västra Estland. Den ligger i Käina kommun i Hiiumaa (Dagö), 130 km sydväst om huvudstaden Tallinn. 
Den ligger utmed Dagös sydöstra strand och vid ön Kassari. Den är en del av det större havsområdet Moonsund, västerut ligger Sölasund som skiljer Dagö från Estlands största ö, Ösel.
Inlandsklimat råder i trakten. Årsmedeltemperaturen i trakten är 6 °C. Den varmaste månaden är augusti, då medeltemperaturen är 18 °C, och den kallaste är januari, med −5 °C.